# Víctor Genés
Víctor Genes (Assunção, 29 de junho de 1961 - Assunção, 17 de março de 2019) foi um futebolista e treinador paraguaio que atuava como meia. 

## Carreira
Genes atuou por clubes como Sportivo Luqueño, Guaraní, Libertad, Sol de América, Cerro Porteño e Nacional.
Genes fez sua estréia internacional pela Seleção Paraguaia de Futebol em 14 de junho de 1991, em uma vitória por 1 a 0 pela Copa Paz de Chico contra a Bolívia. Ele obteve um total de três jogos pela Seleção, sem nenhum gol marcado. Depois que ele se aposentou do futebol, Genes se tornou um treinador de futebol. Ele treinou a seleção nacional de futebol do Paraguai durante a Carlsberg Cup de 2001. Ele levou o Club Libertad ao título do Campeonato Paraguaio de Futebol de 2003, antes de se mudar para o Equador para comandar o Club Social y Deportivo Macará. Ele também treinou o José Gálvez FBC no Peru.
Genes morreu no dia 17 de março de 2019 em decorrência de um infarto.

## Títulos
Libertad
- Campeonato Paraguaio: 2003

Carapeguá
- Torneio de pré-temporada: 2010